# Ruczaj (gmina Jaszuny)
Ruczaj (lit. Paupis) − wieś na Litwie, w gminie rejonowej Soleczniki, 4 km na zachód od Jaszunów, zamieszkana przez 13 ludzi. Przed II wojną światową w Polsce, w powiecie wileńsko-trockim województwa wileńskiego.